# Lac de Saint-Ferréol
Lac de Saint-Ferréol is een kunstmatig meer ontstaan na de aanleg van een aarden dam in de Montagne Noire bij Saint-Ferréol, in de gemeente Revel (Haute-Garonne) in Frankrijk. Het meer heeft een oppervlakte van 0,67 km².
Aanleg van het waterreservoir, ook wel Bassin de Saint-Ferréol genoemd, werd bedacht door Chevalier de Clerville en geaccepteerd door Pierre-Paul Riquet als een integraal onderdeel van het Canal du Midi. Riquet had het hele jaar door voldoende watertoevoer nodig om de schutsluizen in het kanaal goed te laten functioneren, ook tijdens een droog zomerseizoen. De bouw van de 780 meter lange en 32 meter hoge dam startte in 1667 en duurde vier jaar.
De wateraanvoer naar het reservoir zou in eerste instantie door de rivier Laudot plaatsvinden. Wanneer dit onvoldoende water opleverde, werd het omleidingskanaal Rigole de la montagne gebruikt om water aan te voeren.
Voordat het water het Canal du Midi instroomt, passeert het eerst het Bassin de Naurouze.
Het meer ligt in de gemeenten Vaudreuille (Haute-Garonne), Les Brunels (Aude) en Sorèze (Tarn).